# Washington Nationals
Die Washington Nationals sind ein US-amerikanisches 1969 gegründetes Baseball-Franchise in der Eastern Division der National League der Major League Baseball. Seit dem Umzug aus Montreal nach Washington, D.C. im Jahr 2005 tragen die Nationals die Heimspiele im Nationals Park aus.

## Geschichte
Die Expos de Montréal (engl. Montreal Expos) wurden nach der Weltausstellung (Expo) von 1967 in Montreal gegründet und nahmen 1969 den Spielbetrieb auf. Die Expos waren das erste Team der MLB, das außerhalb der USA beheimatet war. Ihre Heimspiele trug die Mannschaft im Stade Olympique aus. Größere sportliche Erfolge blieben aus, auch der Zuschauerzuspruch konnte auf Dauer nicht überzeugen. Der letzte Besitzer Jeffry Loira (von 2002 bis 2017 Eigentümer der Miami Marlins) verkaufte die Besitzrechte am Franchise für 120 Mio. US-Dollar 2002 direkt an die Major League Baseball.
In der Saison 2003 wurden einige „Heim“-Spiele im Estadio Hiram Bithorn auf der Karibik-Insel Puerto Rico ausgetragen, die besser besucht waren als die in Kanada. Die Liga gab 2004 schließlich bekannt, das Franchise aus dem wenig profitablen kanadischen Markt in die Hauptstadt Washington DC zu verlegen, wo seit über 30 Jahren kein Profi-Baseball mehr gespielt wurde.
Derartige Umzüge und Umtaufen sind in den US-Profisport-Ligen MLB, NFL, NBA und NHL keine Seltenheit. Bereits von 1901 bis 1971 wurde in der US-Hauptstadt Washington DC Profi-Baseball gespielt, wenn auch meist wenig erfolgreich. Aus diesen Washington Senators, die auch halboffiziell Washington Nationals hießen, wurden 1961 die Minnesota Twins. Nach dem Umzug der Twins spielten die späteren Texas Rangers bis 1971 als Washington Senators.

## 2012 Post Season
2012 wurde erstmals nach dem Umzug die Post Season (Playoff) erreicht. Beim 8:0-Sieg der Division Series des Spiels 3 der Serie, startete Edwin Jackson als Pitcher, der im Vorjahr noch für den jetzigen Gegner St. Louis Cardinals pitchte. Erst zum dritten Mal traf ein Pitcher sein ehemaliges Team im darauf folgenden Jahr in der Post Season wieder. Dwight Gooden für die Cleveland Indians im Spiel 4 1998 der ALCS gegen die New York Yankees (1 Post Season Start 1997 für New York) und Woody Williams 2005 für die San Diego Padres im Spiel 3 gegen die Cardinals (4 Post Season Starts für St. Louis 2004). Dem Rookie Pete Kozma, der als Shortstop spielte, gelang ein 3-Run Home Run im 6. Inning. Nur 3 weiteren Shortstop-Rookies gelang das in der Postseason: Chris Speier (1971 San Francisco Giants im NLCS), Derek Jeter (1996 New York Yankees im ALCS) und Troy Tulowitzki (2007 Colorado Rockies in der Division Series). In Spiel 4 beim 2:1-Heimsieg der Nationals hatten beide Mannschaften nur je 3 Hits. Erst zum 6. Mal in der Post Season hatten beide Teams 3 oder weniger Hits. Letztmals am 18. Oktober 2004 (Houston 3 Hits, St. Louis 1 Hit). Jayson Werth erzielte in der Regular Season nur 5 Home Runs. Er schlug im 9. Inning den Sieg bringenden Home Run zum 2:2 der NLDS Series. Nur ein anderer Spieler, der in der Regular Season 5 oder weniger Homeruns erzielte, konnte in einer Serie, bei der die eigene Mannschaft vor dem Ausscheiden steht, den Sieg erschlagen. Am 10. Oktober 1981 schlug George Vukovich von den Philadelphia Phillies den Home Run im 10. Inning gegen die Montreal Expos und glich damit zum 2:2 aus. In der Regular Season erzielte er nur einen einzigen Homer. Erst zum 2. Mal in der Post Season Geschichte konnte jedes Mal das Auswärtsteam gewinnen (Mindestens 5 Spiele). Texas Rangers gegen Tampa Bay Rays in der ALDS 2010. In der NBA kam das erst einmal vor: New Jersey Nets gegen die Philadelphia 76ers in einer Best-Of-Five Serie 1984 und niemals in der NHL. Im entscheidenden Spiel 5 begannen die Nationals furios. Jayson Werth erzielte ein Double, Bryce Harper folgte mit einem Triple und dann schlug Ryan Zimmerman einen Home Run zum 3:0. Nur einmal in der Post Season konnte ein Spiel mit drei oder mehr aufeinanderfolgenden Extra-Base-Hits gestartet werden. 1992 gelangen den New York Mets in Spiel 4 der NLCS gegen die Cardinals 4 Doubles in Folge (Hit von Timo Perez, Edgardo Alfonzo, Mike Piazza und Robin Ventura).

## Gewinner der World Series 2019
Zum ersten Mal in der Vereinsgeschichte sind die Washington Nationals Gewinner der World Series. Nachdem man in der Wild Card-Runde die Milwaukee Brewers besiegt hatte, zog das Team in die NLDS ein, wo man im "best of five"-Modus mit 3:2 gegen die LA Dodgers gewann. In der NLCS gewann man im "best of seven"-Modus mit 4:0 gegen die St. Louis Cardinals und zog somit ohne Spielverlust in die World Series ein. Hier lief es auch zunächst noch gut und man gewann die ersten beiden Auswärtsspiele gegen die Houston Astros. Die dann folgenden drei Spiele wurden in Washington gespielt und man gewann kein einziges Heimspiel, so dass die Astros mit 3:2 in Führung gingen. Die beiden finalen Spiele fanden dann erneut in Houston statt und man zog im sechsten Spiel gleich (3:3), bevor man am 30. Oktober 2019 in Houston mit einem 6:2-Sieg die World Series mit 4:3 gewann.
Batting (T. Turner, SS; A. Eaton, RF; A. Rendon, 3B; J. Soto, LF; H. Kendrick, DH; A. Cabrera, 2B; R. Zimmerman, 1B; Y. Gomes, C; V. Robles, CF)
Pitching (M. Scherzer, P. Corbin (W), D. Hudson)

## Nicht mehr vergebene Nummern
- 8 Gary Carter
- 10 Andre Dawson
- 10 Rusty Staub
- 30 Tim Raines
- 42 Jackie Robinson (bei jedem Club der Major League Baseball)

## Minor-League-Teams der Washington Nationals
- AAA: Syracuse Chiefs, Syracuse, New York
- AA: Harrisburg Senators, Harrisburg, Pennsylvania
- Advanced A: Potomac Nationals, Woodbridge, Virginia
- A: Hagerstown Suns, Hagerstown, Maryland
- Short A: Auburn Doubledays, Auburn, New York
- Rookie: Gulf Coast Nationals, Melbourne, Florida
- Rookie: Dominican Summer League Nationals, Dominikanische Republik